# Деверё, Френсис
Френсис Деверё, герцогиня Сомерсет (англ. Frances Devereux, Duchess of Somerset; 20 сентября 1599—23 ноября 1679) — английская аристократка, жившая в правление королевы Елизаветы, а также королей Якова I, Карла I и Карла II; дочь Роберта Деверё, фаворита королевы Елизаветы, казнённого в 1601 году по обвинению в государственной измене; вторая жена Уильяма Сеймура, 2-го герцога Сомерсета, и мать семерых детей.

## Ранняя жизнь
Френсис Деверё родилась 20 сентября 1599 года в Уолсингем-хаусе в Лондоне в семье Роберта Деверё, 2-го графа Эссекса, и Френсис Уолсингем. Кроме Френсис в семье было ещё двое детей: сын Роберт и дочь Дороти; кроме того, у Роберта был незаконнорожденный сын от Элизабет Саутвелл, а у Френсис Уолсингем — дочь Элизабет от первого брака. По отцовской линии Френсис приходилась внучкой Уолтеру Деверё, 1-му графу Эссекса, и леди Летиции Ноллис; по материнской — сэру Фрэнсису Уолсингему, доверенному шпиону королевы Елизаветы, и Урсуле Сент-Барб. Кроме того, по отцовской линии Френсис была потомком леди Марии Болейн, сестры королевы Анны, через её дочь Екатерину, которую некоторые историки считают бастардом короля Генриха VIII.
На момент рождения Френсис её отец, бывший фаворит королевы Елизаветы и лорд-наместник Ирландии, находился под арестом по обвинению в предательских действиях во время тиронского восстания в Ирландии, когда он вел переговоры с мятежным графом Тироном, чем вызвал гнев королевы. К обвинениям в предательстве вскоре прибавилось и обвинение в заговоре с целью убийства Елизаветы I. Роберт Деверё был казнён 25 февраля 1601 года, когда его дочери не было и двух лет. Мать Френсис вновь вышла замуж в 1603 году; её избранником стал ирландец Ричард Бёрк, 4-й граф Кланрикард. От него Френсис Уолсингем родила ещё двоих детей.

## Брак
3 марта 1616 или 1617 года в Дрейтон-Бассете Френсис вышла замуж за Уильяма Сеймура, сына Эдварда Сеймура и внука леди Кэтрин Грей, что позволяло ему претендовать на английский престол. Френсис стала второй женой Уильяма; первой была претендентка на английский трон Арабелла Стюарт, на которой Сеймур женился тайно и без разрешения короля в 1610 году, за что и находился в заключении в Тауэре. Уильяму удалось бежать, а после смерти Арабеллы он даже получил королевское прощение.
В браке с Уильямом Френсис родила семерых детей; все они пережили младенчество. Френсис Деверё скончалась 23 ноября 1679 года в возрасте 80 лет; она была похоронена в Грейт-Бедвине, Уилтшир. Потомками Френсис является множество аристократов Великобритании, среди которых самые знаменитые — королева-мать Елизавета Боуз-Лайон (а через неё и королева Елизавета и все её потомки), Диана, принцесса Уэльская, и Сара, герцогиня Йоркская.

### Дети
- Френсис (умерла до 1685) — была трижды замужем; в первый раз — за Ричардом Молинье[англ.], 2-м виконтом Молинье[англ.]; во второй раз — за Томасом Райэсли[англ.], 4-м графом Саутгемптоном; в третий раз — за Коньерсом Дарси[англ.], графом Холдернессом[англ.]; детей не имела[13].
- Уильям (1621—1642) — лорд Бошан[14]; не женат, детей не имел.
- Роберт (1622—1645/1646) — лорд Бошан[14]; не женат, детей не имел.
- Генри[англ.] (1626—1654) — лорд Бошан; был женат на Мэри Капель, дочери Артура Капеля, 1-го барона Капеля, и Элизабет Моррисон, от которой имел сына Уильяма и дочь Элизабет[15].
- Мэри (1636—1673) — была замужем за Хенейджем Финчем, 3-м графом Уинчилси, от которого родила дочь Френсис и троих сыновей — Уильяма, Хенейджа и Томаса[14].
- Джейн (1637—1679) — была замужем за Чарльзом Бойлом, виконтом Дангарван, от которого родила трёх дочерей (Элизабет, Мэри, Арабелла) и двух сыновей (Чарльз, Генри)[16];
- Джон (до 1646—1675) — 4-й герцог Сомерсет; был женат на Саре Эльстон, дочери сэра Эдварда Эльстона, детей не имел[15].